# Famille Christophe
 (juin 2017).
Si vous disposez d'ouvrages ou d'articles de référence ou si vous connaissez des sites web de qualité traitant du thème abordé ici, merci de compléter l'article en donnant les références utiles à sa vérifiabilité et en les liant à la section « Notes et références ».

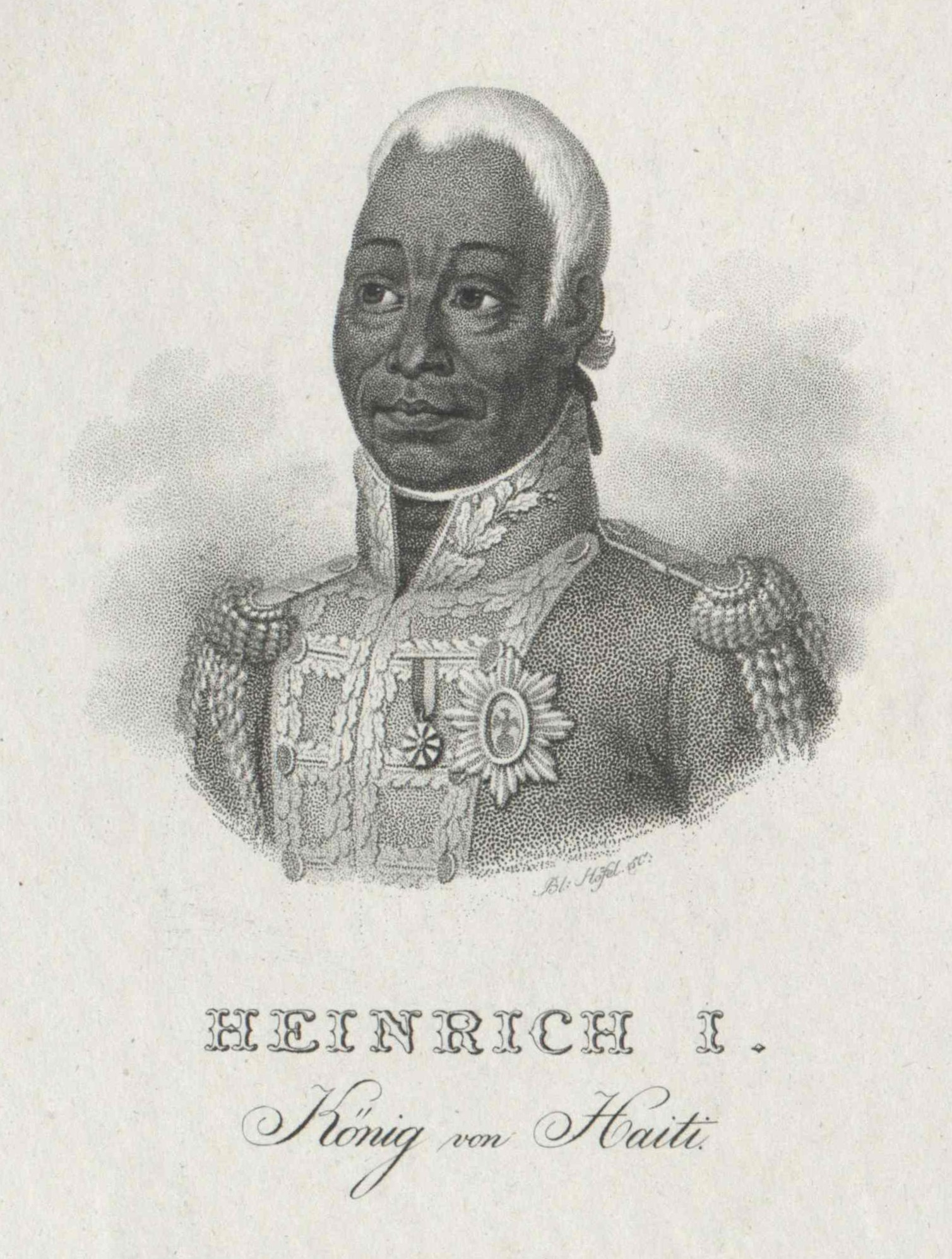
Le roi Henri Ier.

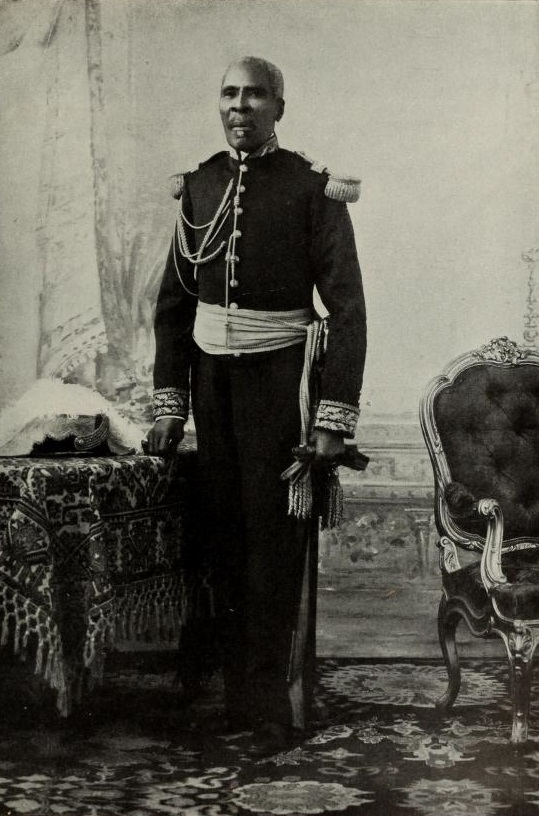
Le président à vie Nord Alexis.

La famille Christophe est la deuxième dynastie à avoir régné sur Haïti.
Cette famille est devenue dynastie royale d'Haïti en 1804 lorsque le général Henri Christophe se proclama roi sous le nom d'Henri Ier.

## Titre et création
La famille Christophe devient une dynastie lorsque Henri Ier est couronné roi d'Haïti en 1806. La famille royale comptait 36 membres dont les principaux sont :
- Le roi Henri Ier,
- Son épouse, la reine Marie-Louise Coidavid,
- Ses filles, les princesses royales,
- Son fils, le prince héritier d'Haïti,
- Son frère jumeau, le comte-duc de Port-au-Prince[réf. nécessaire],
- Ses quatre sœurs[réf. nécessaire], les duchesses royales,
- Sa tante, la grande duchesse Marie-Amélie Christophe (1741-1824)[réf. nécessaire].

## Histoire
La dynastie Christophe est détrônée en 1820, après la mort du roi Henri Ier et de son fils le prince royal. La famille Christophe est alors exilée. Mais elle revient au pouvoir en 1902, lorsque le petit-fils d'Henri Ier (par Blésine Georges, sa fille naturelle), Nord Alexis devient président à vie d'Haïti. Mais il est chassé en 1908, la famille Christophe part donc de nouveau pour l'exil.
La dynastie Christophe compte donc deux chefs d'état : le roi Henri Ier et son petit-fils le président à vie Nord Alexis.
Le premier règne des Christophe fut de 1807 à 1820. Le second fut de 1902 à 1908.
Sous le règne du roi Henri Ier, le peuple était économiquement protégé. Le roi créa les toutes premières écoles à Haïti puis des collèges, des lycées et les universités. Lorsqu'il meurt le 8 octobre 1820, son fils est proclamé roi sous le nom d'Henri II mais est exécuté par les révolutionnaires le 18 octobre. À partir de ce moment commence l'exil des Christophe.
Sous le règne du président à vie Nord Alexis, la vie était difficile pour les pauvres. Nord Alexis, au contraire de son grand-père le roi Henri, favorise la bourgeoisie comme c'est le cas également en France et dans d'autres pays d'Europe et d'Amérique latine. L'aristocratie et le clergé haïtien ne payent pas d'impôt à partir de 1904.
Une première révolte a lieu en 1906, mais elle est réprimée par les troupes de Nord Alexis. Une autre a lieu en 1907, mais elle est également réprimée, puis enfin une toute dernière se manifestera en 1908. Celle-ci bat les troupes de Nord Alexis et les révolutionnaires marchent vers la capitale. Prit de panique, Nord Alexis abdique et s'exile en Jamaïque avec toute sa famille.
Le second exil des Christophe durera jusqu'en 1990 où ils obtiennent l'autorisation, par le président de la République, de revenir à Haïti. L'arrière petit-fils de Nord Alexis, monsieur Jacques-Edouard Alexis devient premier ministre du président René Préval en 2005.